# Tinder
Tinder је геосоцијална мрежа за онлајн-упознавање која омогућава корисницима да се анонимно опредељују да ли им се свиђају други профили или не, на основу њихових фотографија, кратке биографије и заједничких интересовања. Једном када се два корисника „подударе”, могу размењивати поруке.
Представљен је 2012. године. Првобитно је захтевао приступ Facebook налогу за употребу апликације, али почео је да дозвољава корисницима да се региструју само са телефонским бројем у августу 2019. године.

## Историјат
Тиндер је основан од стране Шона Рада, Џона Бадина, Џастина Матина, Џоа Муноза, Динеша Мурђанија и Витни Вулфа, од којих је последњи напустио Тиндер да би створио Bumble 2014. године. Други извори ограничавају листу оснивача на Матина, Рада и Бадина, иако је то спорно.
Шон Рад и Џастин Матин су се познавали од 14. године. Обојица потичу из јеврејско-иранских породица из области Лос Анђелеса, а обојица су похађали Универзитет Јужна Калифорнија и истовремено постали онлајн предузетници. Рад је рекао да је подстрек за стварање Тиндера било његово запажање да "без обзира ко сте, осећате се угодније када неком приђете ако знате да желе да им приђете". Веровао је да се може створити систем "двоструког одабира" који би потенцијално ублажио стрес због упознавања нових људи. Рад је такође рекао да је Тиндер попунио јаз у доступности друштвених платформи за сусрет са странцима, уместо да се повезује са људима које корисник већ познаје.
Апликација је добила награду за "Најбољи нови стартап 2013." У марту 2013. године, Алекс Матин, која је била на челу ширења Тиндера на кампусу, рекла је да је апликација понудила „шансу да упознате људе које иначе не бисте упознали“.
Шон Рад је био директор компаније Тиндер у два наврата. Био је главни извршни директор компаније до марта 2015. године, када га је заменио бивши извршни директор Ибеја и Мајкрософта Крис Пејн. Пејн је напустио компанију, а Рад се истовремено вратио с места извршног директора, у августу 2015. Рад је поново одступио са места извршног директора у децембру 2016. године, постајући председник Тиндера и уступио је место извршног директора бившем председнику Тиндера, Грегу Блат.

## Рефeренце
1. ↑  Grove, Jennifer Van. „IAC stakes bigger claim over dating app Tinder”. CNET (на језику: енглески). Приступљено 2020-03-07.
2. ↑  Lapowsky, Issie (0000-00-00 00:00:00). „How Tinder Is Winning the Mobile Dating Wars”. Inc.com. Приступљено 2020-03-07. Проверите вредност парамет(а)ра за датум: |date= (помоћ)
3. ↑  „Tinder Wins Best New Startup of 2013 | Crunchies Awards 2013”. TechCrunch (на језику: енглески). Приступљено 2020-03-07.[мртва веза]